# Moller (Einheit)
Der Moller, auch Mollen, war ein Stückmaß in Stettin. Anwendung fand das Maß für Stroh.
- 1 Moller = 30 Stück